# Elusa invicta
Elusa invicta là một loài bướm đêm trong họ Noctuidae.